# Аерозолі

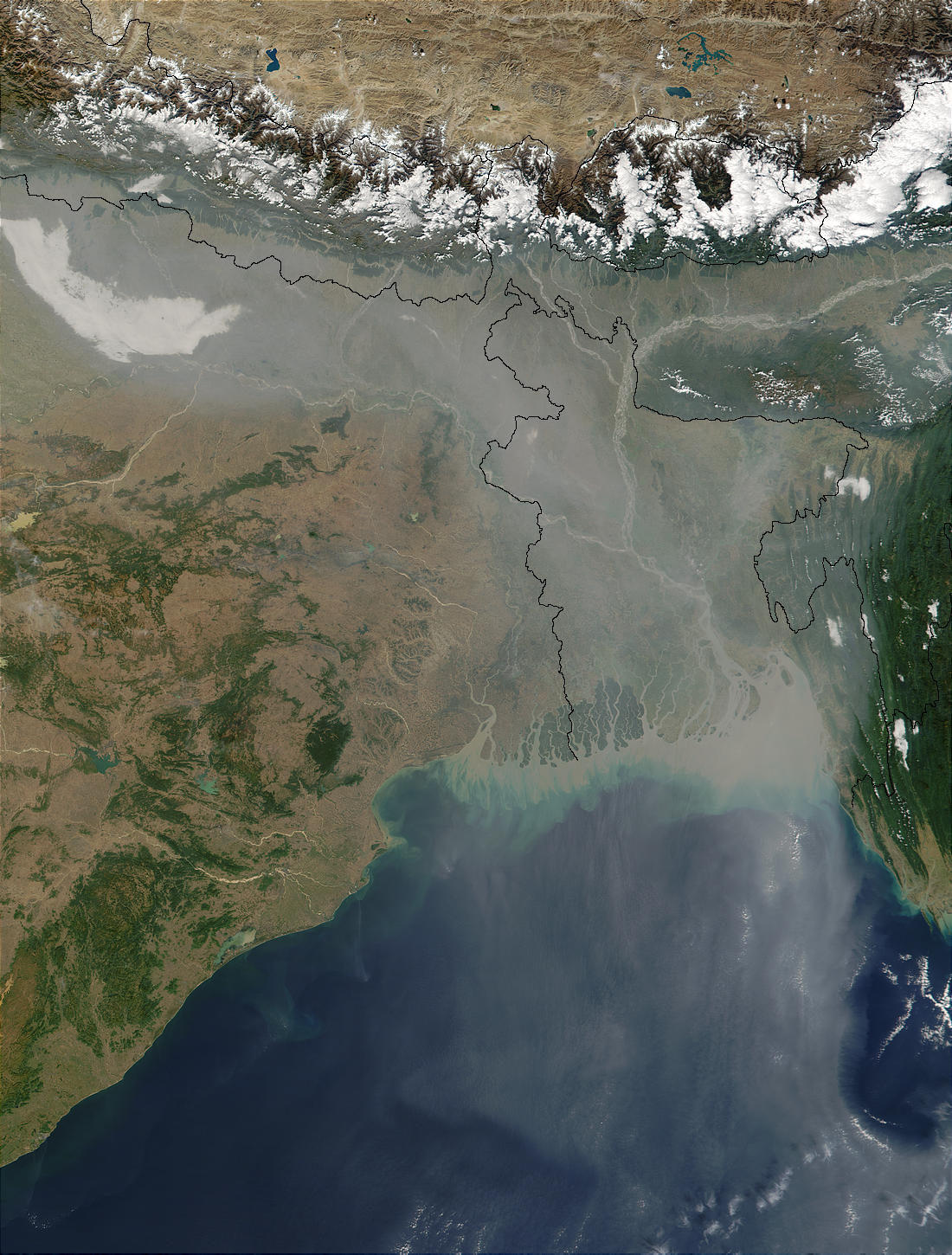
Утворення аерозолю над північною Індією та Бангладеш, фотознімок NASA

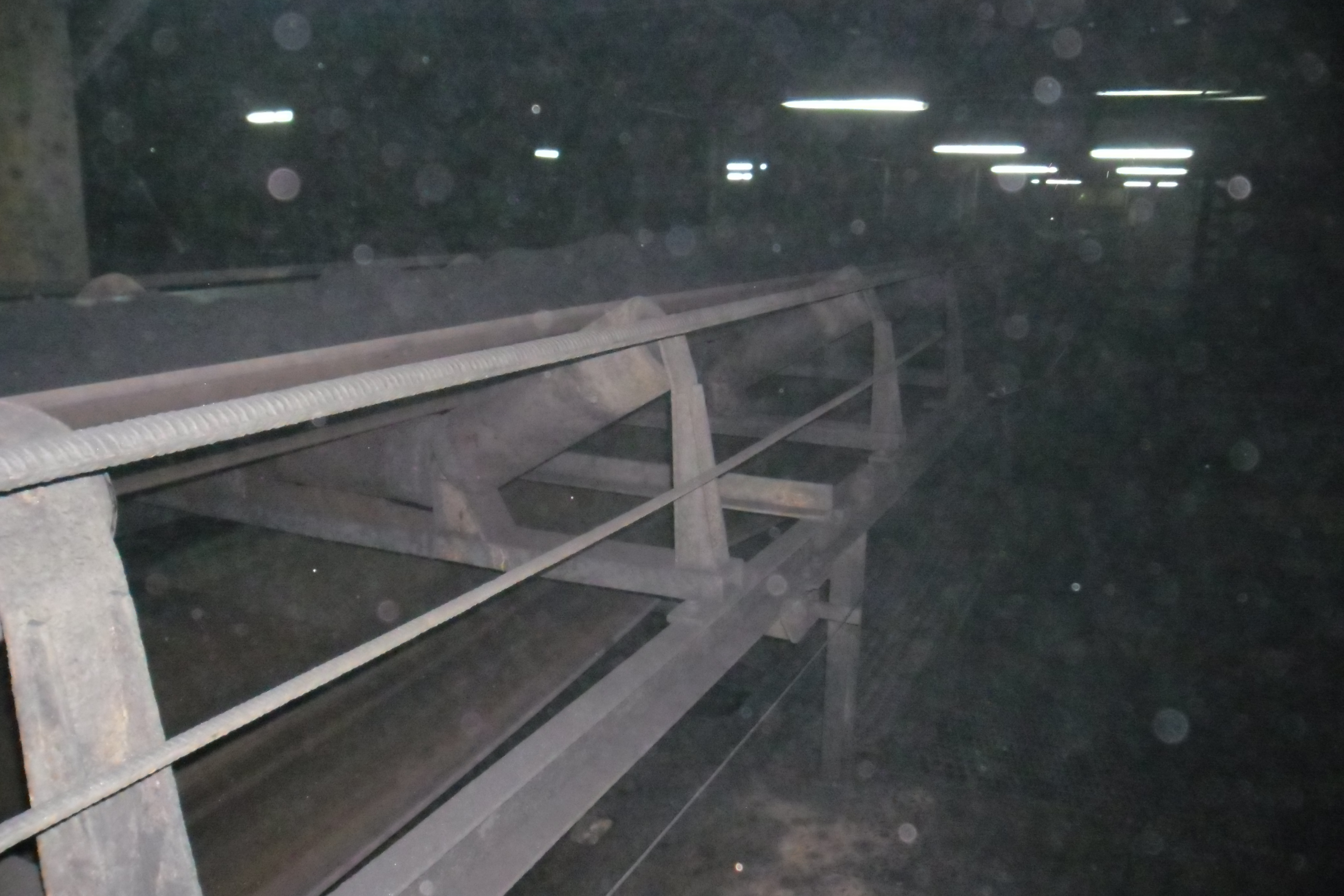
Аерозоль в атмосфері промислового підприємства.

Аерозо́лі (англ. aerosols, нім. Aerosole) — дисперсні системи, що складаються з дрібних твердих або рідких частинок (дисперсна фаза) та дисперсійного газового середовища (наприклад, повітря), де зависли ці частинки. Аерозолі присутні в атмосфері шахт, кар'єрів, копалень, збагачувальних фабрик, брикетних фабрик, на ряді підприємств хімічної промисловості, коксохімії тощо. За характером утворення розрізняють диспергаційні і конденсаційні аерозолі.

## Загальна характеристика
Колоїдний стан, в якому дисперсійним середовищем є повітря (чи інший газ), а дисперсною фазою — тверде тіло чи рідина.
Через свої малі розміри (звичайно менші, ніж 100 нм і більші, ніж 0.01 нм) частинки дисперсної фази мають невелику швидкість осідання і проявляють певну стабільність у полі земного тяжіння. Аерозолі розрізняють за їх хімічним складом, радіоактивністю, розподілом за розмірами частинок, за електричним зарядом та оптичними властивостями.
Наприклад, смог — твердотілий аерозоль, в якому тверді частинки суспендовані в газі, а мряка — рідинний аерозоль, в якому суспендованими в газі є краплинки рідини.

## Різновиди
Диспергаційні аерозолі виникають під час розбризкування рідин, дроблення і подрібнення твердих речовин, особливо тонкого подрібнення в струминних млинах, переходу до завислого стану порошків, руйнування вугільного і породного масивів (буріння шпурів і свердловин, підривні роботи, при роботі гірничих комбайнів, екскаваторів і ін.).
Конденсаційні аерозолі утворюються під час конденсації пари. Швидкість осідання частинок аерозолів дуже мала. Частинки аерозолів мають розміри від найбільших молекул (від 1 нм) до 100 мкм, їхній вміст в 1 см3 повітря — від декількох одиниць до декількох тисяч. Аерозолі поділяються на тумани (дисперсна фаза — краплі рідини 10 мкм), дими (частинки 0,1-5 мкм), смог (0,1-50 мкм) та пил (до 10-100 мкм). Тонкодисперсну тверду речовину аерозолів називають порошком. Пил, що осів, та порошок — тотожні поняття. Тверді частинки аерозолів, що осіли (тонкий порошок) згідно з термінологією колоїдної хімії називають аерогелем.
Аерозолі поділяють на полідисперсні та монодисперсні. Тривалість перебування частинки аерозолю у завислому стані залежить від седиментаційної швидкості (швидкості осідання) та швидкості витання. Седиментаційна швидкість — швидкість падіння, яку має частинка аерозолю у спокійному дисперсійному середовищі під дією сили ваги. Швидкість витання — швидкість, якої набуває частинка під дією вертикального висхідного потоку. Від співвідношення цих швидкостей залежить запиленість повітря у гірничих виробках та промислових приміщеннях.

## Екологія
Видобування, переробка, транспортування та використання сухих подрібнених речовин часто пов'язані з інтенсивним утворенням шкідливих для здоров'я людини аерозолів (наприклад, при дробленні, подрібненні гірських порід, бурінні, висадженні гірських порід, на кар'єрах тощо).
За масовою концентрацією встановлюються санітарні норми пилу в повітрі підприємств твердість. Аерозолі з високим вмістом шкідливого пилу на шахтах, кар'єрах, збагачувальних фабриках викликають специфічне захворювання — пневмоконіоз (силікоз, антракоз тощо). Аерозолі, що містять вугільний, алюмінієвий та інші види пилу, вибухонебезпечні. Для боротьби з аерозольним забрудненням повітря проводиться провітрювання приміщень, застосовуються індивідуальні засоби захисту та ін.

## Застосування
У вигляді аерозолів спалюють рідке та порошкоподібне паливо на ТЕС, іноді — в малих котлоагрегатах, наносять лакофарбові суміші тощо. Приготування аерозолів з флотаційних реагентів забезпечує підвищену ефективність флотації та зменшення витрат реагентів завдяки рівномірнішому їхньому розподілу у масі флотаційної пульпи і збільшенню загальної поверхні крапель. Аерозоль виникає при деяких процесах зневоднення корисних копалин, наприклад, методом механічного зриву водних плівок та в інших технологічних процесах.